# Badgund, Supa
Badgund là một làng thuộc tehsil Supa, huyện Uttara Kannada, bang Karnataka, Ấn Độ.